# Åke Lundgren
Åke Lundgren född 24 september 1951 i Kusmark, Kågedalens församling i Västerbotten, är en svensk författare.

## Biografi
Lundgren föddes i utkanten av Kusmark, i bydelen Björnmoran, där föräldrarna drev ett litet jordbruk. Han bodde en kortare period i Skellefteå, men bosatte sig 1974 i Malå där han började arbeta som journalist för tidningen Norra Västerbotten, numera Norran.
Lundgren debuterade 1981 med den prisvinnande romanen Långa lappflickan – sägnen om Stor-Stina i Bra Böckers berättartävling. 2024 följde han upp samma människoöde med den rikt illustrerade biografin Sápmis jättinna - sanningen om Långa lappflickan.
Författarens produktion omfattar såväl romaner som dokumentära böcker och pjäser.

## Priser och utmärkelser
- 1979 – Bra Böckers berättartävling
- 1992 – Östersunds-Postens litteraturpris
- 1996 – Olof Högberg-plaketten
- 1997 – Landsbygdens författarstipendium